# Ólbia

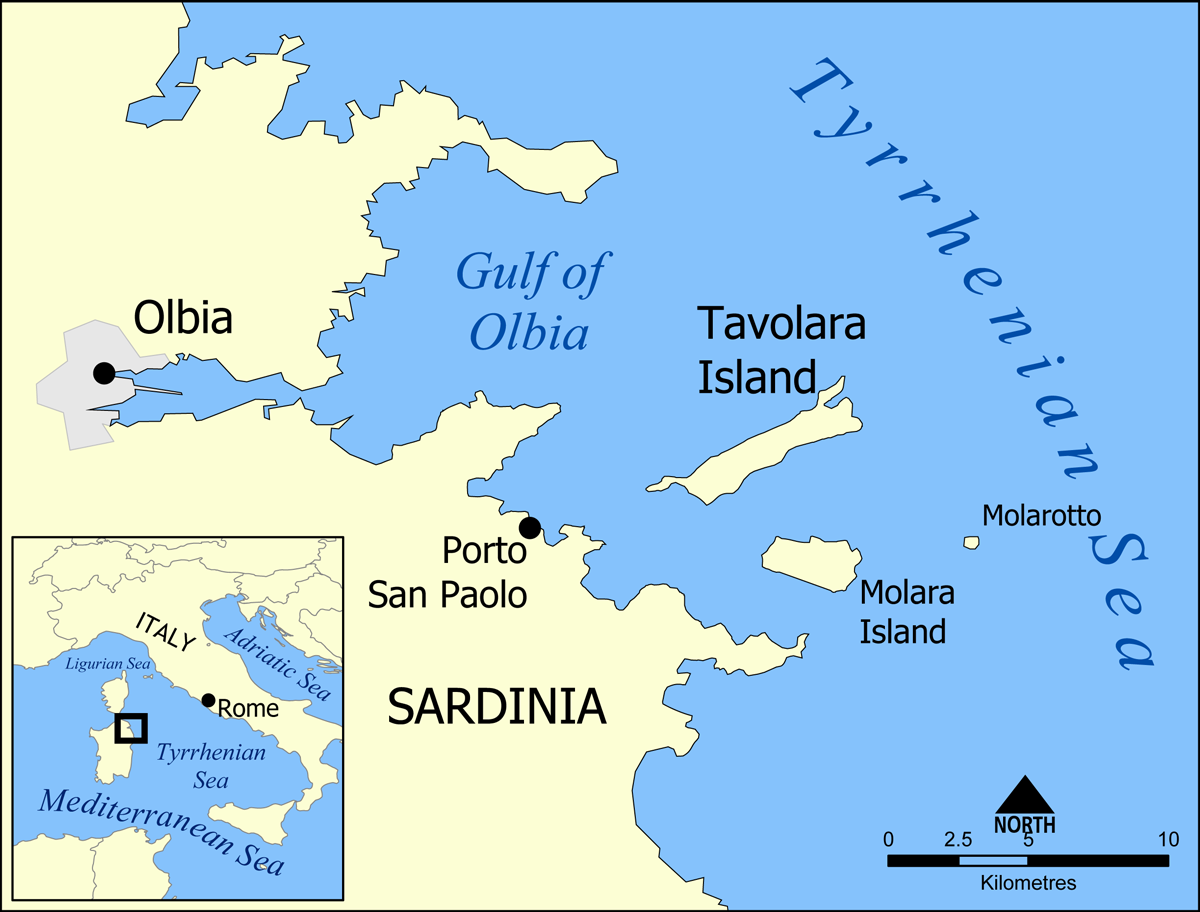
Ólbia

Ólbia (em sardo Terranoa, em gallurés Tarranoa) é uma comuna italiana da região da Sardenha, província de Sassari, com cerca de 51,045 habitantes. Estende-se por uma área de 376 km², tendo uma densidade populacional de 121 hab/km². Faz fronteira com Alà dei Sardi, Arzachena, Golfo Aranci, Loiri Porto San Paolo, Monti, Padru, Sant'Antonio di Gallura, Telti.

## Demografia
| Variação demográfica do município entre 1861 e 2011                               |
|                                                                                   |
| Fonte: Istituto Nazionale di Statistica (ISTAT) - Elaboração gráfica da Wikipedia |

## Mitologia
A cidade de Ólbia foi fundada por Iolau, sobrinho de Héracles, líder de um grupo de téspios e homens da Ática.

## Olbienses destacados
- Gian Franco Saba, (1968) arcebispo de Sassari desde 27 de junho de 2017